# Earl Scruggs
Earl Eugene Scruggs (Condado de Cleveland (Carolina del Norte), 6 de enero de 1924 - Nashville, 28 de marzo de 2012) fue un músico estadounidense muy famoso por perfeccionar y popularizar el punteo del solo de banjo con tres dedos (hoy en día llamado estilo Scruggs (Scruggs style) que es una característica definitoria de la música bluegrass. Aunque otros artistas habían tocado ya con su estilo de tres dedos, Scrugg saltó a la fama cuando Bill Monroe lo contrató en su grupo Blue Grass Boys.

## Carrera
Scruggs se unió a los Blue Grass Boys de Bill Monroe en 1945 y rápidamente popularizó su estilo sincopado de punteo con tres dedos. En 1948 Scruggs y el guitarrista Lester Flatt dejó la banda de Monroe y formó el grupo Foggy Mountain Boys también más tarde conocido como Flatt and Scruggs. En 1969, rompieron y el comenzó en una nueva banda, la "Earl Scruggs Revue", promocionando a varios de sus hijos.
El 24 de septiembre de 1962 Jerry Scoggins, Lester Flatt y Scruggs grabaron "The Ballad of Jed Clampett" para el show de televisión The Beverly Hillbillies, que salió el 12 de octubre de 1962. La canción fue inmediatamente un hit y sonaba al comienzo y final de cada episodio.
Flatt and Scruggs aparecieron en varios episodios como amigos de los Clampetts durante varios años. En su primera aparición (temporada 1 episodio 20), aparecían haciendo de sí mismos y cantanto la canción "Pearl Pearl Pearl". El 15 de noviembre de 1969, Scruggs tocó la canción con la que había ganado un Grammy "Foggy Mountain Breakdown" en un escenario al aire libre en Washington D. C., en el Moratorium to End the War in Vietnam, siendo así uno de los poquísimos músicos de bluegrass o country en apoyar el movimiento pacifista. En una entrevista previa a su actuación, Scruggs dijo:
Creo que la gente en el Sur está tan preocupada como la gente que hoy está en la calle  aquí. Soy sincero en lo referente a traer a nuestros chicos de vuelta a casa. Estoy apenado y disgustado por los muchachos que hemos perdido allí y si pudiera ver una buena razón para seguir, no estaría aquí hoy.
En enero de 1973, se realizó un concierto tributo a Scruggs en Manhattan, Kansas. Tocaron entre otros Joan Baez, David Bromberg, The Byrds, Ramblin' Jack Elliott, The Nitty Gritty Dirt Band y Doc and Merle Watson. El concierto fue grabado y a partir de él se realizó en 1975 el documental de título Banjoman.

## Premios y honores
Flatt and Scruggs ganó un Premio Grammy en 1969 por la canción instrumental "Foggy Mountain Breakdown". Entraron juntos en el Country Music Hall of Fame en 1985. En 1989 Scruggs fue premiado con el National Heritage Fellowship. Ha sido miembro inaugural del International Bluegrass Music Hall of Honor en 1991. En 1992 es premiado con la "Medalla nacional de las Artes"; en 1994 hizo grupo con Randy Scruggs y Doc Watson para contribuir con la canción "Keep on the Sunny Side" al álbum de recogida de fondos a beneficio de enfermos de SIDA Red Hot + Country producido por la Red Hot Organization.

En 2002 Scruggs gana un segundo premio Grammy por su grabación de 2001 "Foggy Mountain Breakdown", en la que aparecían artistas como Steve Martin o el segundo solista de banjo Vince Gill, Albert Lee en los solos eléctricos, Paul Shaffer al piano, Leon Russell en el órgano y Marty Stuart a la mandolina. En el álbum Earl Scruggs and Friends, también aparecieron artistas como John Fogerty, Elton John, Sting, Johnny Cash, Don Henley, Travis Tritt y Billy Bob Thornton.
El 13 de febrero de 2003, recibe una estrella del Paseo de la fama de Hollywood; ese mismo año se coloca en el número 24 del ranking CMT's 40 Greatest Men of Country Music.
En su 80 cumpleaños en 2004, el cantante Porter Wagoner dijo “Earl fue al bajo de cinco cuerdas lo que Babe Ruth al béisbol”.
El 13 de septiembre de 2006 es honrado con el Turner Field en Atlanta como parte del show previo al partido de los Atlanta Braves. Los organizadores batieron el récord del mundo de mayor número de banjistas (239) tocando a la vez (concretamente la canción de Scruggs "Foggy Mountain Breakdown"). El 10 de febrero de 2008, Scruggs gana el Lifetime Achievement Award en el 50 aniversario de los Premios Grammy.
La esposa y mánager de Scruggs, Louise, murió el 2 de febrero de 2006 a los 78 años en el hospital baptista de Nashville debido a una prolongada enfermedad
Scruggs falleció de muerte natural la mañana del 28 de marzo de 2012 en Nashville. Su funeral fue el sábado 1 de abril de 2012 en el Ryman Auditorium, antigua sede del Grand Ole Opry en Nashville, Tennessee que estuvo abierto al público. Está enterrado en el Spring Hill Cemetery tras una ceremonia privada.

## Discografía

### Álbumes
| Año  | Sencillo                                                                      | Posición   | Posición | Posición | Posición     |
| Año  | Sencillo                                                                      | US Country | US       | US Heat  | US Bluegrass |
| ---- | ----------------------------------------------------------------------------- | ---------- | -------- | -------- | ------------ |
| 1967 | Strictly Instrumental (with Lester Flatt and Doc Watson)                      |            |          |          |              |
| 1967 | 5 String Banjo Instruction Album                                              |            |          |          |              |
| 1968 | The Story of Bonnie and Clyde (with Lester Flatt and the Foggy Mountain Boys) |            |          |          |              |
| 1969 | Changin' Times                                                                |            |          |          |              |
| 1970 | Nashville Airplane                                                            |            |          |          |              |
| 1972 | I Saw the Light with Some Help from My Friends                                |            |          |          |              |
| 1972 | Earl Scruggs: His Family and Friends                                          |            |          |          |              |
| 1972 | Live at Kansas State                                                          | 20         | 204      |          |              |
| 1973 | Rockin' 'Cross the Country                                                    | 46         |          |          |              |
| 1973 | Dueling Banjos                                                                |            | 202      |          |              |
| 1973 | The Earl Scruggs Revue                                                        |            | 169      |          |              |
| 1975 | Anniversary Special                                                           |            | 104      |          |              |
| 1976 | The Earl Scruggs Revue 2                                                      |            | 161      |          |              |
| 1976 | Family Portrait                                                               | 49         |          |          |              |
| 1977 | Live from Austin City Limits                                                  | 49         |          |          |              |
| 1977 | Strike Anywhere                                                               |            |          |          |              |
| 1978 | Bold & New                                                                    | 50         |          |          |              |
| 1979 | Today & Forever                                                               |            |          |          |              |
| 1982 | Storyteller and the Banjo Man (with Tom T. Hall)                              |            |          |          |              |
| 1982 | Flatt & Scruggs                                                               |            |          |          |              |
| 1983 | Top of the World                                                              |            |          |          |              |
| 1984 | Superjammin'                                                                  |            |          |          |              |
| 1998 | Artist's Choice: The Best Tracks (1970–1980)                                  |            |          |          |              |
| 2001 | Earl Scruggs and Friends                                                      | 39         |          | 33       | 14           |
| 2002 | Classic Bluegrass Live: 1959-1966                                             |            |          |          |              |
| 2003 | Three Pickers (with Doc Watson and Ricky Skaggs)                              | 24         | 179      |          | 2            |
| 2004 | The Essential Earl Scruggs                                                    |            |          |          |              |
| 2005 | Live with Donnie Allen and Friends                                            |            |          |          |              |
| 2007 | Lifetimes: Lewis, Scruggs, and Long                                           |            |          |          |              |

### Singles
| Año  | Sencillo                                                          | Posición   | Posición    | Álbum                                |
| Año  | Sencillo                                                          | US Country | CAN Country | Álbum                                |
| ---- | ----------------------------------------------------------------- | ---------- | ----------- | ------------------------------------ |
| 1970 | "Nashville Skyline Rag"                                           | 74         | —           | Earl Scruggs: His Family and Friends |
| 1979 | "I Sure Could Use the Feeling"                                    | 30         | 41          | Single only                          |
| 1979 | "Play Me No Sad Songs"                                            | 82         | 66          | Today & Forever                      |
| 1980 | "Blue Moon of Kentucky"                                           | 46         | —           | Today & Forever                      |
| 1982 | "There Ain't No Country Music on This Jukebox" (with Tom T. Hall) | 77         | —           | Storyteller and the Banjo Man        |
| 1982 | "Song of the South" (with Tom T. Hall)                            | 72         | —           | Storyteller and the Banjo Man        |

### Como invitado
| Año  | Sencillo         | Artista         | Chart Positions | Álbum                |
| Año  | Sencillo         | Artista         | US Country      | Álbum                |
| ---- | ---------------- | --------------- | --------------- | -------------------- |
| 1998 | "Same Old Train" | Various Artists | 59              | Tribute to Tradition |

### Vídeos musicales
| Año  | Vídeo                                                 | Director        |
| ---- | ----------------------------------------------------- | --------------- |
| 1992 | "The Dirt Road" (with Sawyer Brown).                  | Michael Salomon |
| 2001 | "Foggy Mountain Breakdown" (Earl Scruggs and Friends) | Gerry Wenner    |

## DVD
- Earl Scruggs – His Family and Friends (2005).
(Recorded 1969. Bob Dylan, The Byrds, Bill Monroe, Joan Baez et al.).
- Private Sessions (2005).
- The Bluegrass Legend (2006).

Earl Scruggs, Doc Watson and Ricky Skaggs
- The Three Pickers (2003).

Flatt and Scruggs
- The Best of Flatt and Scruggs TV Show Vol 1 (2007).
- The Best of Flatt and Scruggs TV Show Vol 2 (2007).
- The Best of Flatt and Scruggs TV Show Vol 3 (2007).
- The Best of Flatt and Scruggs TV Show Vol 4 (2007).
- The Best of Flatt and Scruggs TV Show Vol 5 (2008).
- The Best of Flatt and Scruggs TV Show Vol 6 (2008).
- The Best of Flatt and Scruggs TV Show Vol 7 (2009).
- The Best of Flatt and Scruggs TV Show Vol 8 (2009).
- The Best of Flatt and Scruggs TV Show Vol 9 (2010).
- The Best of Flatt and Scruggs TV Show Vol 10 (2010).